# Paul Sattler
Paul Sattler (ur. 1901, zm. 1945) – niemiecki bibliotekarz. Okupacyjny dyrektor Biblioteki Raczyńskich w Poznaniu.

## Życiorys
Był jednym z dwóch dyrektorów Biblioteki Raczyńskich narzuconych przez nazistów podczas II wojny światowej (pierwszym był Józef Raczyński). Sprawował tę funkcję w latach 1941-1945. Był dyplomowanym bibliotekarzem z berlińskiej Biblioteki Państwowej. Przyczynił się do usunięcia z księgozbioru wielu polskich książek, w tym zwłaszcza dubletów. Oddał do Archiwum Miejskiego dwie cenne kolekcje – kartograficzną i dyplomów. Niemniej przyczynił się do ochrony pozostałego księgozbioru, który mógłby zostać spalony przez władze okupacyjne.